# The Six Parts Seven/The Black Keys EP
The Six Parts Seven/The Black Keys — совместный мини-альбом американской рок-группы The Black Keys с пост-рок группой The Six Parts Seven, выпущенный 16 сентября 2003 года. Включает песню The Six Parts Seven «A Blueprint Of Something Never Finished» (позже расширенная версия была выпущена в альбоме «Everywhere and Right Here» и в альбоме ремиксов «Lost Notes of Forgotten Songs») и три песни The Black Keys в живом исполнении, записанных на студенческой радиостанции WMBR 16 мая 2003 года.
Песня «The Moan» выпускалась синглом на 7" виниловой пластинке в 2001 году, в одноимённом мини-альбоме в 2004 году и в живом исполнении на би-сайде «Have Love Will Travel», записанная во время сессии с Джоном Пилом. «Thickfreakness» выпускалась на одноимённом альбоме, «Yearnin'» на «The Big Come Up».

## Список композиций
| №                   | Название                                                        | Автор(ы)                                    | Длительность |
| ------------------- | --------------------------------------------------------------- | ------------------------------------------- | ------------ |
| 1.                  | «A Blueprint Of Something Never Finished» (The Six Parts Seven) | Аллен Карпински, Джей Карпински, Тим Джерак | 6:39         |
| 2.                  | «The Moan» (The Black Keys)                                     | Дэн Ауэрбах и Патрик Карни                  | 3:22         |
| 3.                  | «Thickreakness» (The Black Keys)                                | Дэн Ауэрбах и Патрик Карни                  | 3:49         |
| 4.                  | «Yearnin'» (The Black Keys)                                     | Дэн Ауэрбах и Патрик Карни                  | 2:56         |
| Общая длительность: | Общая длительность:                                             | Общая длительность:                         | 27:39        |

## Участники записи

### The Six Parts Seven
- Аллен Карпински — электрогитара (трек 1)
- Джей Карпински — ударная установка (трек 1)
- Ти Джерак — электрогитара (трек 1)

### The Black Keys
- Дэн Ауэрбах — вокал, электрогитара (трек 2, 3, 4)
- Патрик Карни — ударная установка (трек 2, 3, 4)

### Производство
- Джесси Ледокс — обложка